# Orde van Tiron

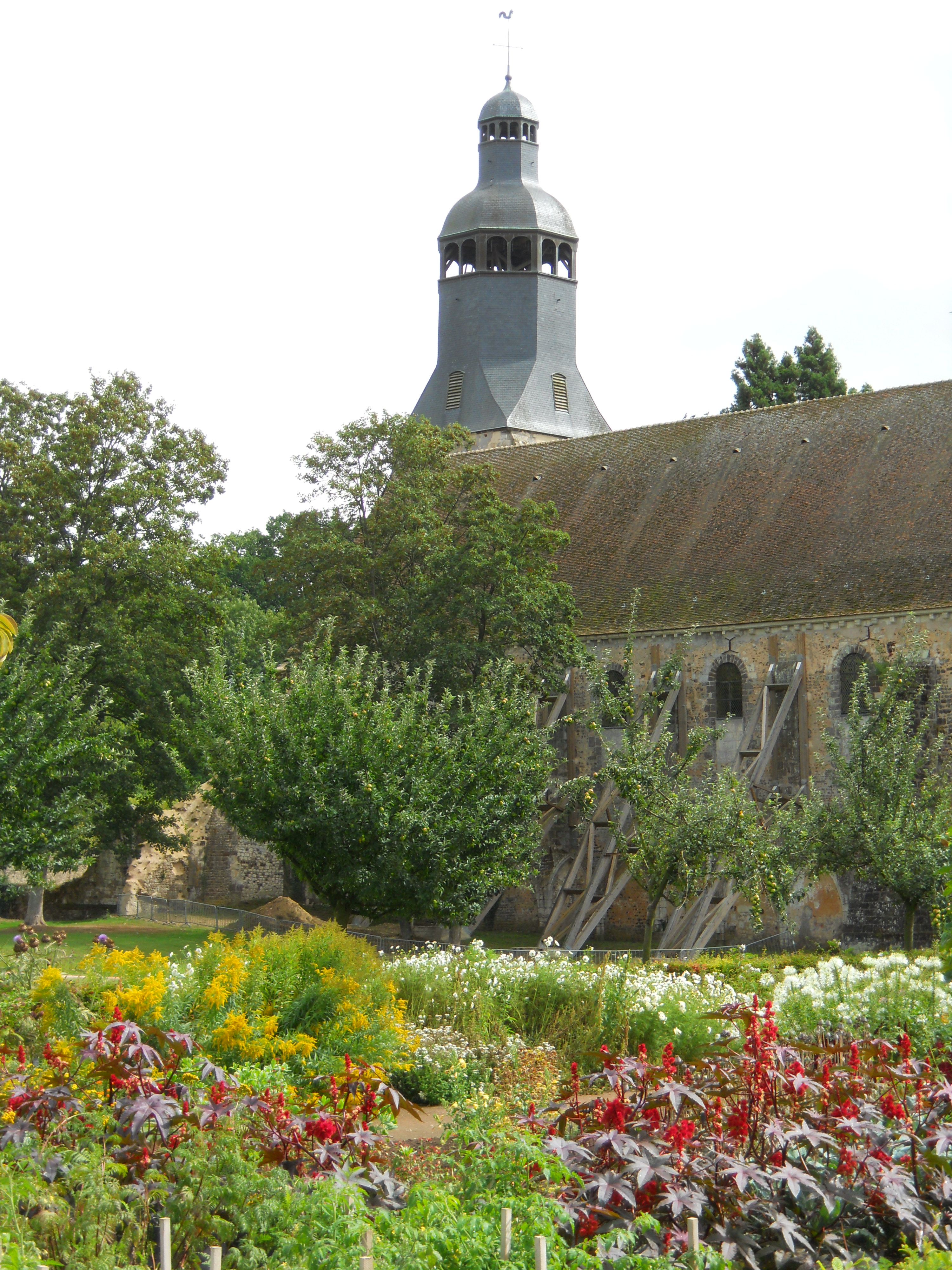
Abdij van Tiron

De Orde van Tironiënsers, of Orde van Tiron was een middeleeuwse kloosterorde die is vernoemd naar de locatie van de oorspronkelijke abdij: de abdij van Tiron (in het Frans: Abbaye de la Sainte-Trinité de Tiron, gevestigd in 1109) in de bossen van Tiron in Perche. De Tironiënsers, of benedictijnen van Tiron, droegen net als de monniken van Savigny grijze gewaden, waardoor zij in de volksmond ook wel "Grijze monniken" werden genoemd.

## Geschiedenis

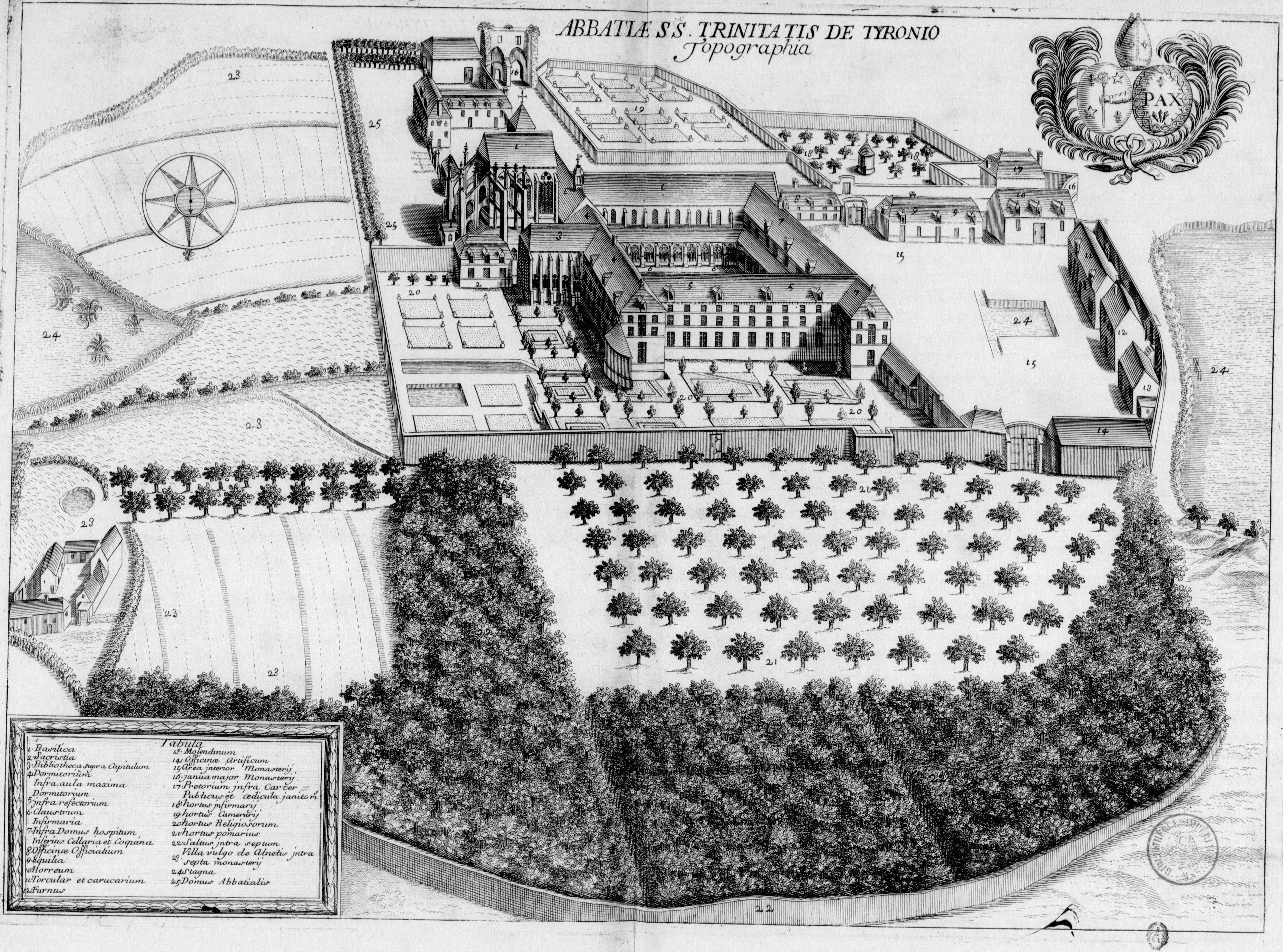
Tiron

### Oprichter
De orde werd omstreeks 1106 gesticht door de benedictijn Bernard de Ponthieu, ook bekend als Bernard d'Abbeville of Bernard van Tiron (1046-1117). Hij komt uit een klein dorpje in de buurt van Abbeville, Ponthieu.
Bernard verliet de benedictijnenabdij Saint-Cyprien in Poitiers in 1101 toen zijn benoeming tot abt van Saint-Savin-sur-Gartempe werd afgekeurd door Cluny en Paus Paschal II. Vanaf dat moment woonde Bernard eerst als kluizenaar op het eiland Chausey, tussen Jersey en Saint-Malo, en daarna in de bossen van Craon, bij Angers, met twee andere rigoristische monniken: Robert d'Arbrissel, toekomstige stichter van de controversiële abdij van Fontevraud en Vitalis de Mortain, later de stichter van de Congregatie van Savigny in 1113. Naar het voorbeeld van de woestijnvaders leefden alle drie de mannen en hun volgelingen (mannen en vrouwen) los van de wereld, in grote armoede en strenge boetedoening.

### Volgelingen van Bernard van Tiron
Een discipel van Bernard is Adelelmus. Deze kluizenaar is geboren in Vlaanderen, België en is het best bekend om de oprichting van het klooster Etival-en-Charnie.

### Abdij van Tiron
De stichting van de Abdij van Tiron door Bernard de Ponthieu maakte deel uit van bredere bewegingen van de monastieke hervorming in Europa in de elfde en twaalfde eeuw. Als pre-cistercienser-hervormer was Bernard's intentie om het ascetisme en de strikte naleving van de Regel van Benedictus in het monastieke leven te herstellen, waarbij hij aandrong op handarbeid.
Hij stichtte zijn klooster op het land Thiron-Gardais, dat hij kreeg van bisschop Ivo van Chartres en plaatste het onder de bescherming van de kathedraalcanons van Chartres, in plaats van een seculiere heerser. Dit verzekerde dat beslissingen met betrekking tot de abdij werden genomen door een religieuze instantie.
Bernard liet ambachtslieden toe en moedigde hen aan om goederen te koop te produceren. Tijdens jaren van hongersnood, verdroeg Tiron grote armoede en werd een deze een vluchtelingenkamp en een soepkeuken. Tijdens de hongersnood van 1109-1111 beschermde de abdij hele gezinnen. Tiron had een school; en na de dood van Bernard bouwden ze huizen zodat
lekenvrouwen binnen haar muren konden verblijven onder de zorg en bescherming van de monniken.

### Orde van Tironiënsers
Deze congregatie was de eerste van de nieuwe religieuze ordes die zich internationaal verspreidde. In minder dan vijf jaar na de oprichting bezat de Orde van Tiron 117 priorijen en abdijen in Frankrijk, Engeland, Wales, Schotland en Ierland.
In 1113 gaf Robert FitzMartin de Tironiënsers land en geld om een abdij in Wales te stichten; de abdij van Sint Dogmaels (St Dogmaels Abbey) in Pembrokeshire. Deze abdij bevond zich op de plaats van een clas (een vroege Keltische kerk) van voor het jaar 600 n.Chr. De St Dogmaels-abdij werd gesloten tijdens de ontbinding van de kloosters en in die periode werd veel steen aan de abdij onttrokken voor andere doeleinden.

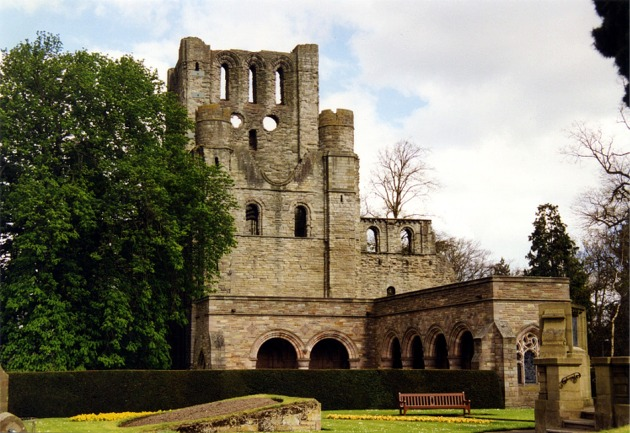
Abdij van Kelso